# LINQ to Entities
O ADO.NET Entity Framework é a principal ferramenta para mapeamento objeto/relacional já criada pela Microsoft. O LINQ (Language Integrated Query) é um componente do.NET que disponibiliza mecanismos par efetuar consultas de propósito geral, com uma sintaxe parecida a da SQL (Structured Query Language). O LINQ To Entities, o qual é uma implementação específica do LINQ, e em conjunto com o Entity Framework, provê facilidades de acesso e manipulação para os principais bancos de dados relacionais.
O LINQ To Entities expande ainda mais as capacidades do Entity Framework, incorporando uma sintaxe de consulta próxima da linguagem do desenvolvedor, aumentando e muito a sua produtividade. Em outras palavras, o LINQ to Entities permite que o desenvolvedor escreva consultas para um banco de dados a partir da mesma linguagem utilizada para construir a lógica de negócio.
Um benefício muito importante conseguido com o seu uso, é a não necessidade de se lembrar o nome exato das tabelas e atributos do banco de dados, deixando a cargo do IntelliSense do Visual Studio a tarefa de descobri-las, e ainda tendo a ajuda do compilador para checar possíveis erros. Segundo Scott Klein, o “LINQ to Entities é tipicamente a sintaxe de consulta de escolha simplesmente por ser a mais fácil de aprender, bem como a mais familiar aqueles que já conhecem o LINQ",<refgroup= nota>Segundo Stefano Mostarda e Marco De Sanctis é importante destacar o fato de que o LINQ to Entities e o Entity Framework não são sinônimos. Muitos desenvolvedores têm associado o LINQ to Entities como uma tecnologia similar ao LINQ to SQL, o que é um erro. LINQ to SQL é uma solução OR/M completa, enquanto o LINQ to Entities é apenas uma linguagem de consulta do Entity Framework.</ref>